# 이비차 코스텔리치
이비차 코스텔리치(크로아티아어: Ivica Kostelić, 1979년 11월 23일~)는 크로아티아의 은퇴한 알파인 스키 선수이다. 올림픽에 4회 참가하여 은메달 4개를 획득했다. 그는 2006년 동계 올림픽에서 남자 복합 은메달, 2010년 동계 올림픽에서 남자 복합과 화전, 2014년 동계 올림픽에서 남자 복합 은메달을 획득했다. 또한 세계 선수권 대회에서 금메달 1개, 은메달 1개, 동메달 1개를 획득했고 FIS 알파인 스키 월드컵에서 종합 우승 1회 달성했다.

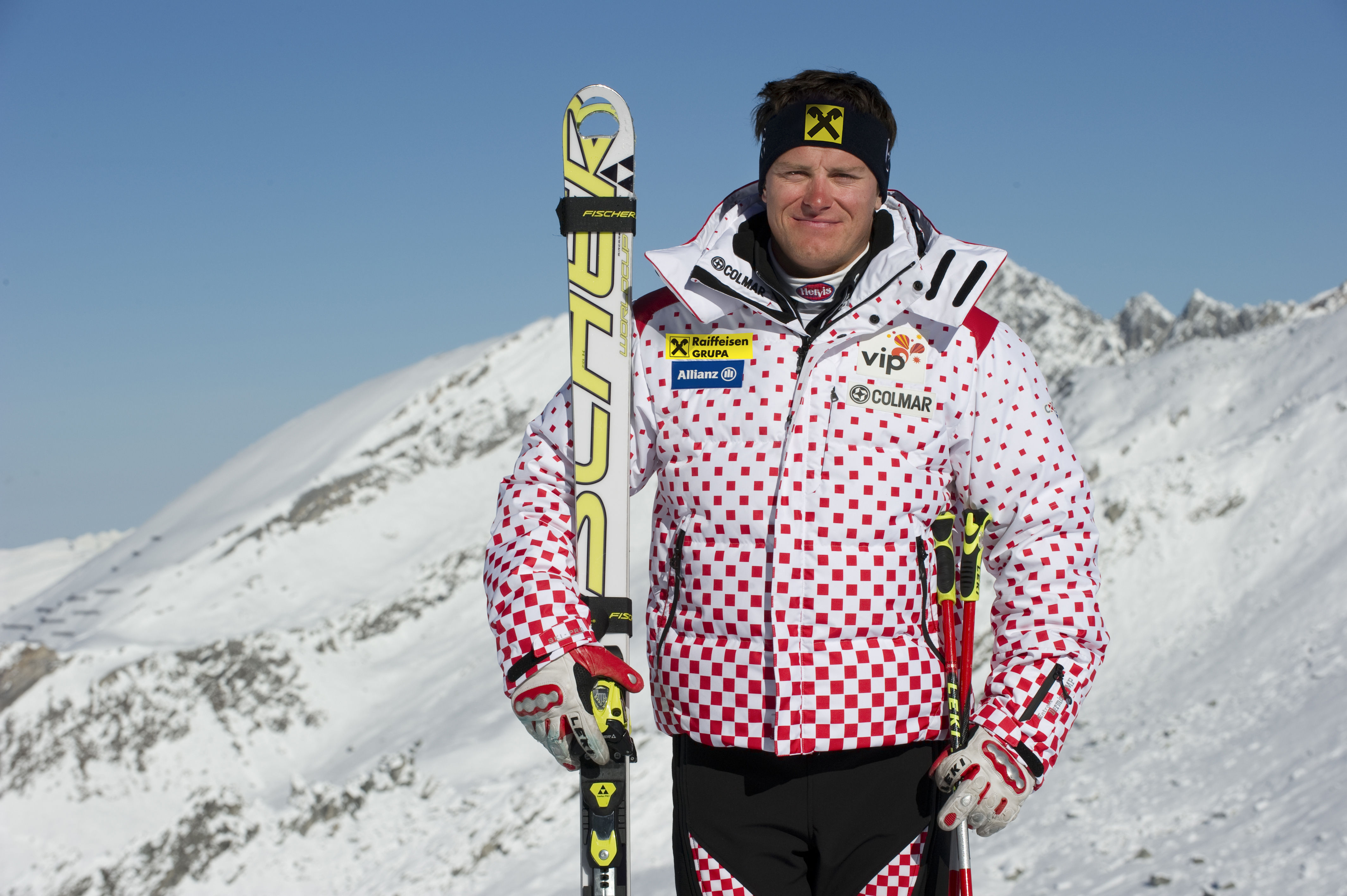
2010년의 코스텔리치

## 개인사
여동생인 야니차 코스텔리치 또한 알파인 스키 선수로 활동했다.